# هاگارد
هاگارد (به آلمانی: Haggard) یک گروه سمفونیک متال آلمانی است که در سال ۱۹۹۱ توسط عزیز ناصری پایه‌گذاری شد و در سال ۱۹۹۲ با انتشار آلبوم دموی دیباچه (به انگلیسی: Introduction) فعالیتش را آغاز کرد.

## درباره

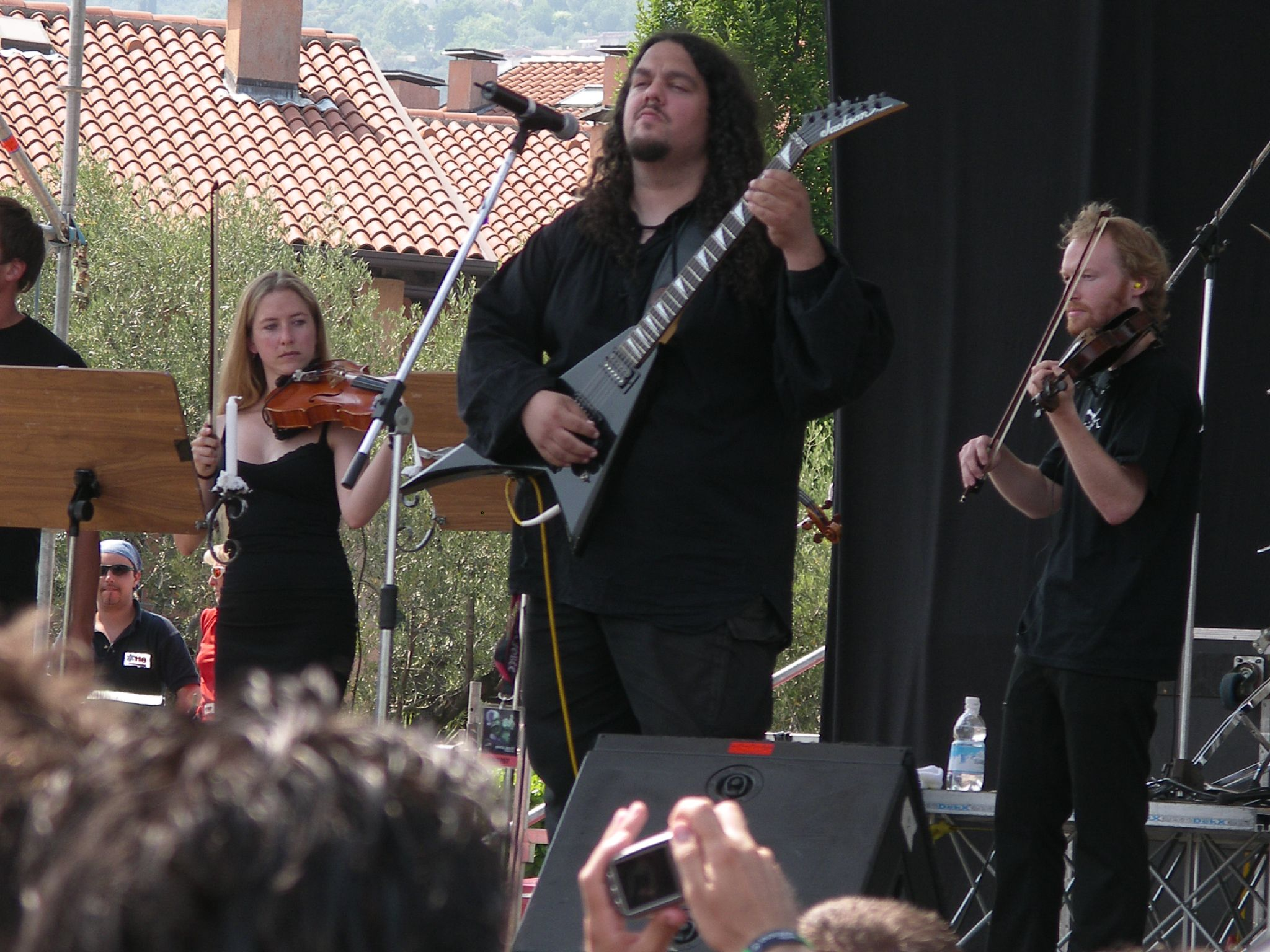
هاگارد در جشنواره تکامل در ایتالیا روی صحنه رفت

هاگارد را می‌توان جزو مهمترین گروه‌ها و از پیشگامان ژانر سمفونیک متال برشمرد. سبک آنها در آغاز کار گروه دث متال بود ولی از آلبوم دوم گروه به اجرای ملودی‌های سمفونیک با سازهای کلاسیک ملهم از تم‌های فولک روی آوردند.
برخلاف بیشتر گروه‌های دیگر این سبک که از سینتی سایزر برای شبیه‌سازی نوای سازهای آکوستیک بهره می‌برند، اصرار بر استفاده از نوازندگان متعدد برای نواختن سازهای کلاسیک از ویژگی‌های مهم هاگارد به‌شمار می‌آید.
عزیز ناصری(به آلمانی: Asis Nasseri)(که بیشتر با نام آیزیس خطاب می‌شود) خواننده اصلی، آهنگ‌ساز و گیتاریست دارای ملیت افغانی/آلمانی و شناخته‌شده‌ترین عضو گروه است.

## آلبوم‌ها
| نام آلبوم                           | سال انتشار |
| ----------------------------------- | ---------- |
| ۱. And Thou Shalt Trust... the Seer | ۱۹۹۷       |
| ۲. Awaking the Centuries            | ۲۰۰۰       |
| ۳. Awaking the Gods: Live In Mexico | ۲۰۰۱       |
| ۴. Eppur Si Muove                   | ۲۰۰۴       |
| ۵. Tales of Ithiria                 | ۲۰۰۸       |
| 6. Grimm                            | TBA        |